# Beziehungen zwischen den Niederlanden und den Vereinigten Staaten
Die Beziehungen zwischen den Niederlanden und den Vereinigten Staaten sind freundschaftlich und beide Länder verbindet eine enge Partnerschaft. Diplomatische Beziehungen wurden erstmals 1782 aufgenommen, auch wenn die niederländische Präsenz in Nordamerika noch deutlich weiter zurückverfolgt werden kann. Da sich die beiden nie im Krieg oder in einem ernsthaften Konflikt befanden, bezeichnete US-Präsident Ronald Reagan die bilateralen Beziehungen 1982 die „längste ununterbrochene, friedliche Beziehung, die wir mit irgendeiner anderen Nation hatten“. Beide Länder wurden nach dem Zweiten Weltkrieg enge militärische und politische Verbündete und sind beide Mitglieder von u. a. der NATO, der OSZE sowie der OECD.

## Geschichte

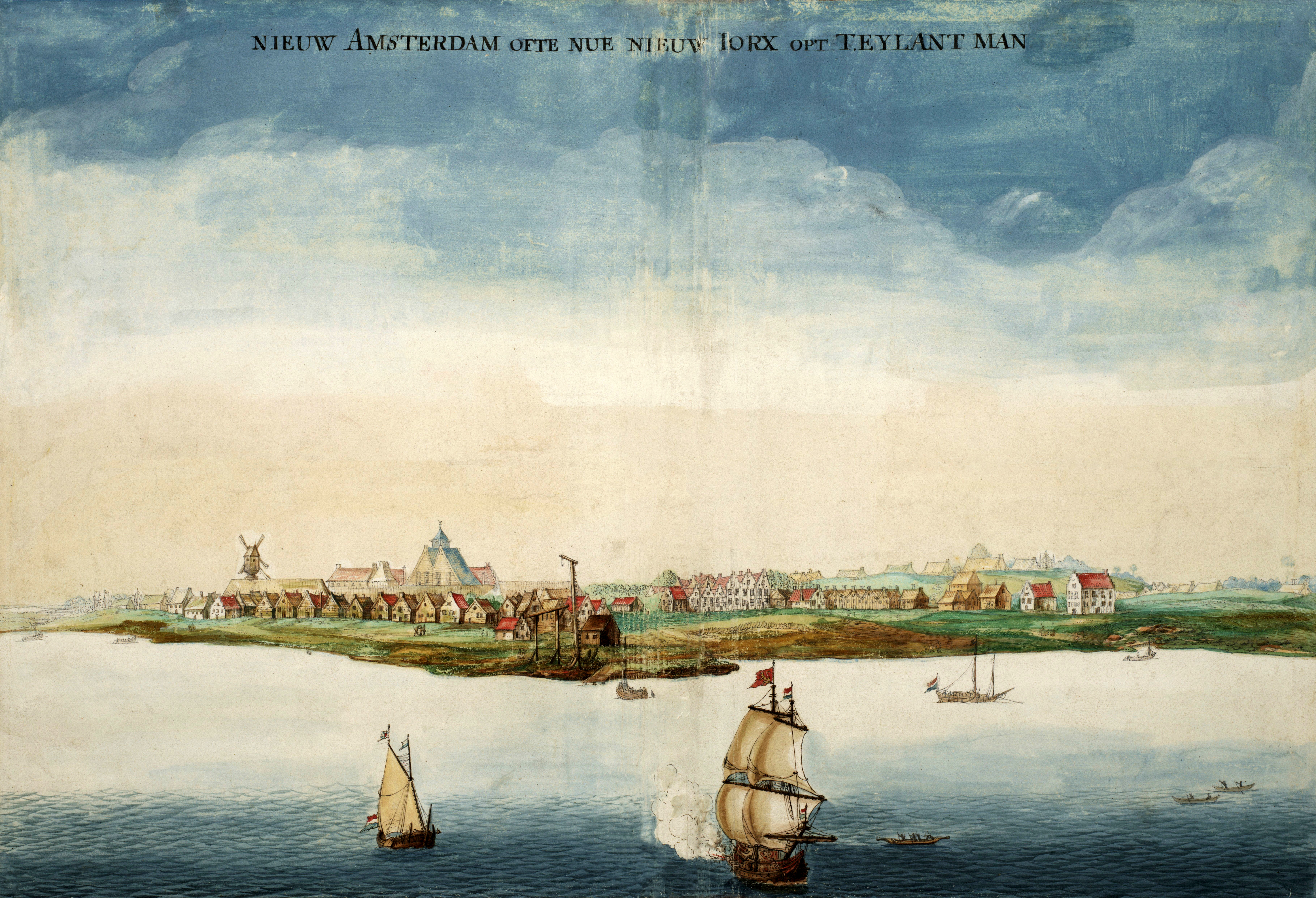
Nieuw Amsterdam

Ab dem späten 16. Jahrhundert begannen die Niederländer und andere Europäer, die Ostküste Nordamerikas zu kolonisieren. Die Niederländer nannten ihr Gebiet Neu-Niederlande, das 1624 eine Kolonie der Niederländischen Republik wurde. Aus der niederländischen Kolonialsiedlung Nieuw Amsterdam wurde später New York City. Die heutige Flagge von New York City ist der Flagge der Republik der Vereinigten Niederlande nachempfunden. 1664, kurz vor Beginn des zweiten englisch-niederländischen Seekrieges, wurde Nieuw Amsterdam von den Briten erobert. Im Frieden von Breda traten die Niederlande 1667 die Kolonie an England ab. Nach einer kurzfristigen Rückeroberung Nieuw Amsterdams fiel das Gebiet im Frieden von Westminster 1674 endgültig an die britische Krone.
Während des Amerikanischen Unabhängigkeitskrieges verkauften niederländische Kaufleute viele Waren an die amerikanischen Rebellen, was den Amerikanern sehr half. Neben Schießpulver lieferten die Niederländer den Rebellen auch Musketen und andere Waffen. Einige Historiker sind sogar der Meinung, dass der Krieg ohne die Hilfe der Niederländer für die amerikanischen Rebellen vielleicht anders verlaufen wäre. Am 19. April 1782 wurde John Adams von den Generalstaaten in Den Haag empfangen und als Gesandter der Vereinigten Staaten von Amerika anerkannt. Damit war es das zweite Land, das die Vereinigten Staaten anerkannte (nach Frankreich am 6. Februar 1778), und bald darauf wurde ein Handelsabkommen unterzeichnet. Das Haus, das Adams in Den Haag erwarb, wurde zur ersten amerikanischen Botschaft in der Welt. Die Kredite, welche die Niederländer den Amerikanern zwischen 1782 und 1788 gewährten, waren außerdem äußerst wichtig für die Konsolidierung des jungen Staates.
Beide Länder unterzeichneten im Jahre 1839 ein weiteres Handelsabkommen, welches 1852 erneuert und ergänzt wurde. Die Niederländer unterstützten die US-Marine während der ersten und zweiten Sumatra-Expeditionen von 1832 bzw. 1838. Es handelte sich um Strafexpeditionen, die gegen das Häuptlingstum Kuala Batee durchgeführt wurden, nachdem die Besatzungen von US-Handelsschiffen von den einheimischen Malaien massakriert worden waren. 1900 kooperierten beide Staaten bei Belagerung des Pekinger Gesandtschaftsviertels während des Boxeraufstand in China. Ansonsten versuchten die Niederländer aber im 19. und frühen 20. Jahrhundert ihre Neutralität zu wahren und konzentrierten sich auf ihre Kolonie in Niederländisch-Indien. Während des Ersten Weltkriegs blieb das Land neutral, die niederländische Neutralität konnte allerdings nicht die Besatzung der Niederlande durch NS-Deutschland 1940 im Zweiten Weltkrieg verhindern.
Während des Zweiten Weltkriegs kooperierten die USA mit der niederländischen Exilregierung in London und bei der Befreiung des Landes von der Naziherrschaft spielten US-Streitkräfte eine wichtige Rolle. Nach dem Krieg gaben die Niederländer ihre Neutralität auf und wurden ein Verbündeter der USA. Die USA stellten großzügig Mittel aus dem Marshallplan zur Verfügung, um die niederländische Wirtschaft zu modernisieren und das Land in die spätere Europäische Union zu integrieren. Eine Mitgliedschaft der Niederländer in der NATO festigte die enge militärische Zusammenarbeit. Die Niederländer versuchten zwar in der Nachkriegszeit, ihre wertvolle Kolonie Indonesien zurückzuerobern, aber die Vereinigten Staaten bestanden darauf, dass die Niederländer ihre Kolonialherrschaft aufgeben. Dies taten die Niederländer schließlich und richteten ihre Aufmerksamkeit daraufhin auf die westeuropäischen und transatlantischen Beziehungen.
Während der frühen Jahre des Kalten Krieges galten die Niederländer für die USA als die „optimalen“ Verbündeten. Die Niederländer waren Antikommunisten und große Unterstützer des Freihandels und des Aufbaus von internationalen Organisationen wie der Weltbank und dem IWF. Die Beziehungen wurden 1981 schlechter, als der amerikanische Präsident Ronald Reagan die Entspannungspolitik ablehnte und den Kalten Krieg eskalieren ließ. Reagan stationierte Marschflugkörper in Woensdrecht in den Niederlanden. Dies führte zu einer Welle von Protesten. 1982 wurden in El Salvador vier niederländische Journalisten von den von Washington unterstützten Regierungstruppen getötet. Um die Spannungen zu verringern, entsandte Washington einen neuen Botschafter, Paul Bremer. Bis 1985 gewann er die niederländische Zustimmung zum INF-Einsatz, und die Niederländer unterstützten Reagans Verhandlungen mit dem sowjetischen Präsidenten Michail Gorbatschow.

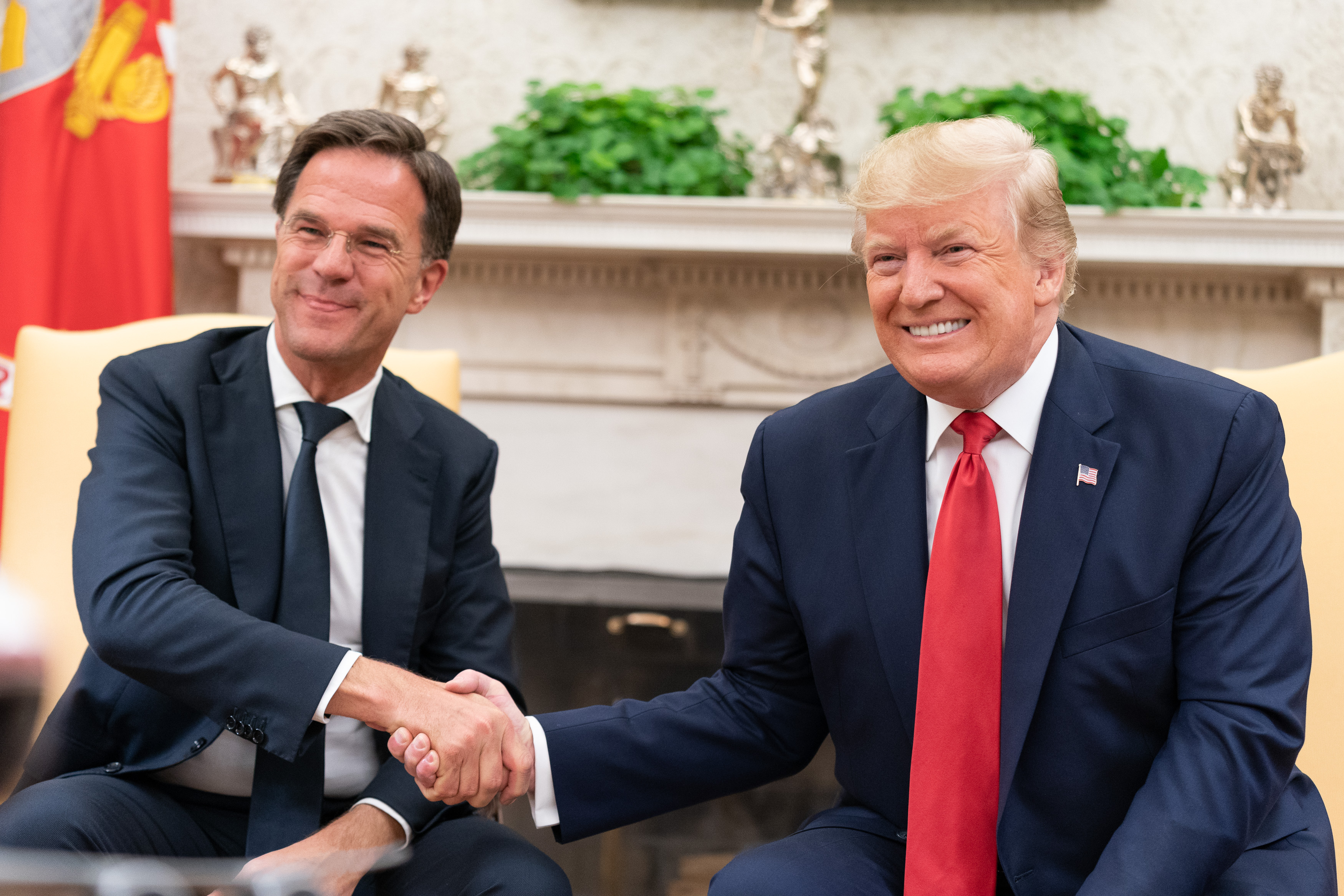
Mark Rutte und Donald Trump (2019)

Nach dem Ende des Kalten Krieges unterstützen die Niederländer die USA im Ersten Golfkrieg, in den Jugoslawienkriegen und gehörten 2003 der Koalition der Willigen im Irakkrieg an. In den Irak entsendeten die Niederländer über 1000 Streitkräfte zur Unterstützung der amerikanischen Kriegsanstrengungen. Bis 2010 waren die Niederländer aktive Teilnehmer an der International Security Assistance Force und der Operation Enduring Freedom in Afghanistan.

## Wirtschaftsbeziehungen
Die Niederlande und die USA sind enge Wirtschaftspartner und waren beide traditionell Verfechter des Wirtschaftsliberalismus gewesen. Die USA sind der größte ausländische Investor in den Niederlanden und die Niederlande sind im Gegenzug einer der größten Investoren in die US-Wirtschaft. Das bilaterale Handelsvolumen lag 2021 bei über 150 Milliarden US-Dollar und niederländische Unternehmen haben in den USA knapp eine Million Arbeitsplätze geschaffen. Beide Länder arbeiten eng zusammen bei Forschung und Entwicklung und der Sicherung von Lieferketten.

## Kulturbeziehungen

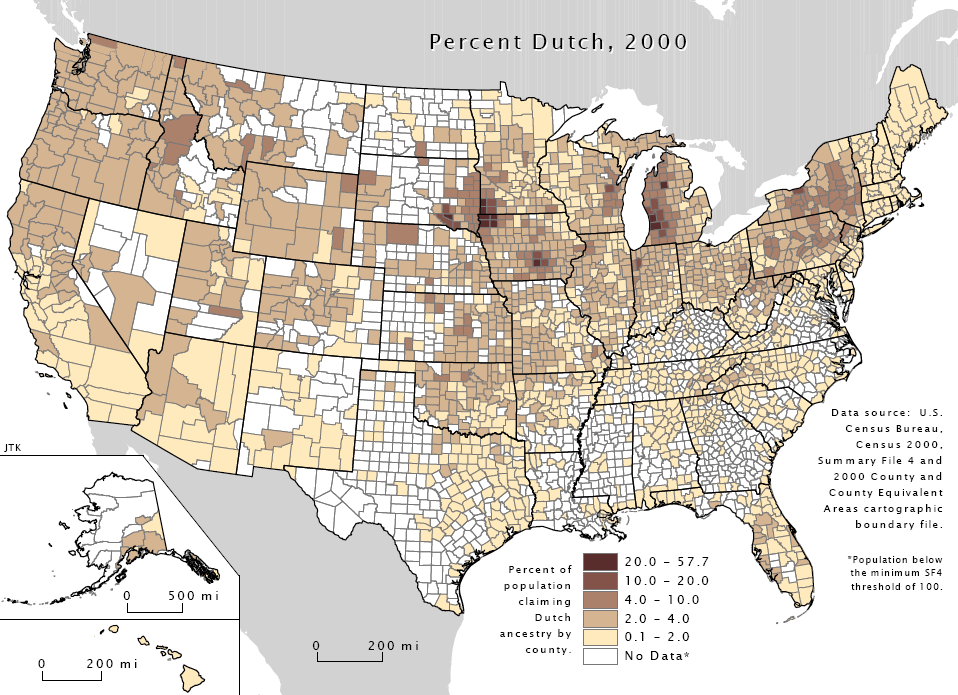
Niederländische Abstammung in den USA (Zensus 2000)

Enge Kulturbeziehungen bestehen durch die lange niederländische Präsenz in Nordamerika. 2021 gaben knapp 3 Millionen Amerikaner an, niederländischer Abstammung (Dutch Americans) zu sein. Die ersten Niederländer kamen bereits im 17. Jahrhundert an und im 19. Jahrhundert ließen sich viele protestantische Niederländer im Mittleren Westen nieder. Die Niederländer brachten ihre eigene Folklore mit, am bekanntesten ist Sinterklaas (der Grundstein für den heutigen Weihnachtsmann). Zu den Amerikanern mit niederländischen Wurzeln gehörten auch u. a. die US-Präsidenten Martin Van Buren, Warren G. Harding sowie Theodore und Franklin D. Roosevelt.
In den USA wird bis heute die Sprache Pennsylvania Dutch von Amischen und Mennoniten gesprochen. Dutch (Englisch für Niederländisch) ist allerdings missverständlich, da es sich um einen deutschen Dialekt handelt.

## Diplomatische Standorte
- Die Niederlande haben eine Botschaft in Washington, D.C. und Generalkonsulate in Atlanta, Chicago, Miami, New York City und San Francisco.
- Die Vereinigten Staaten haben eine Botschaft in Den Haag und Generalkonsulate in Amsterdam und Willemstad (Curaçao).

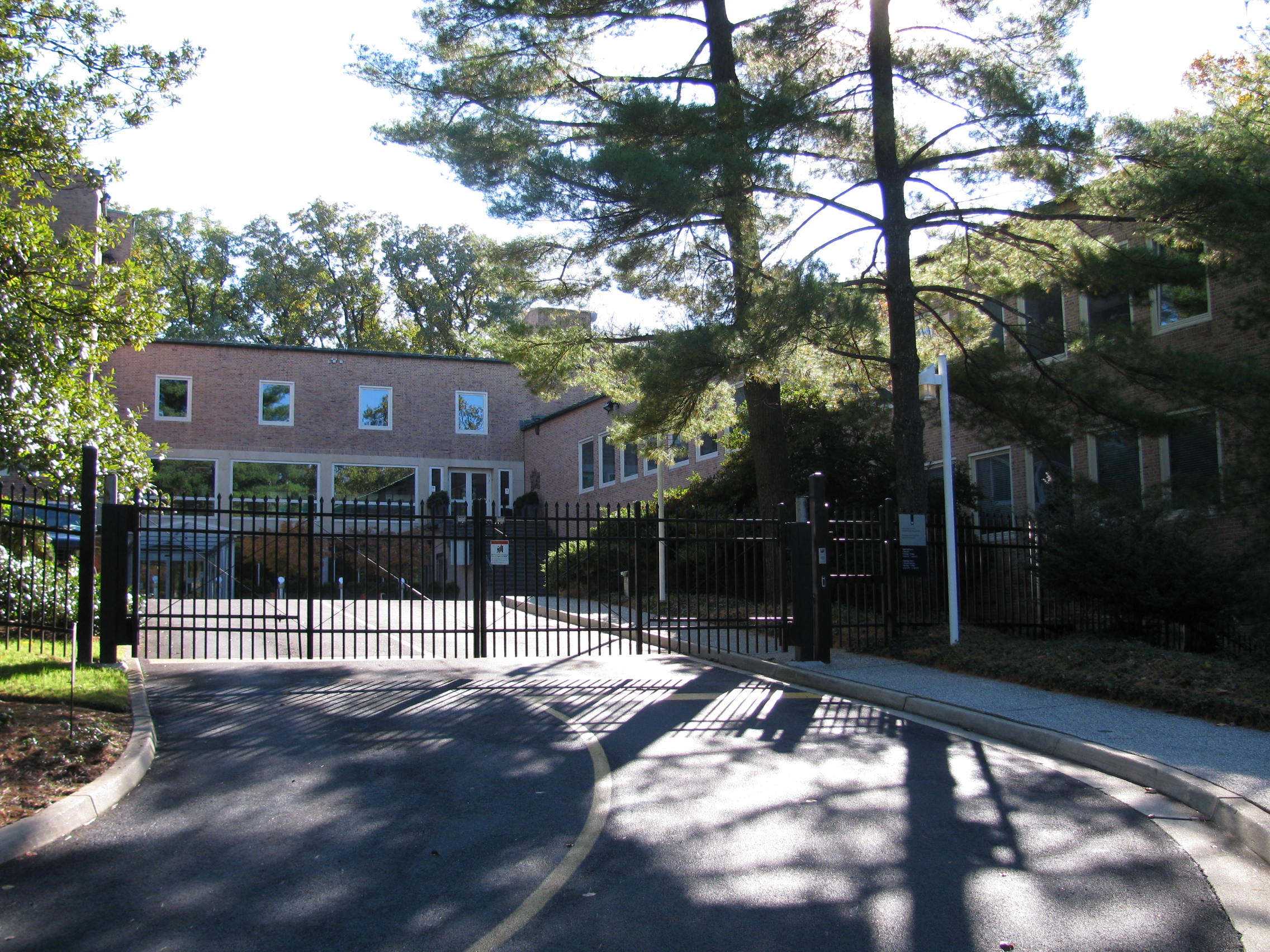
Niederländische Botschaft in Washington, D.C.
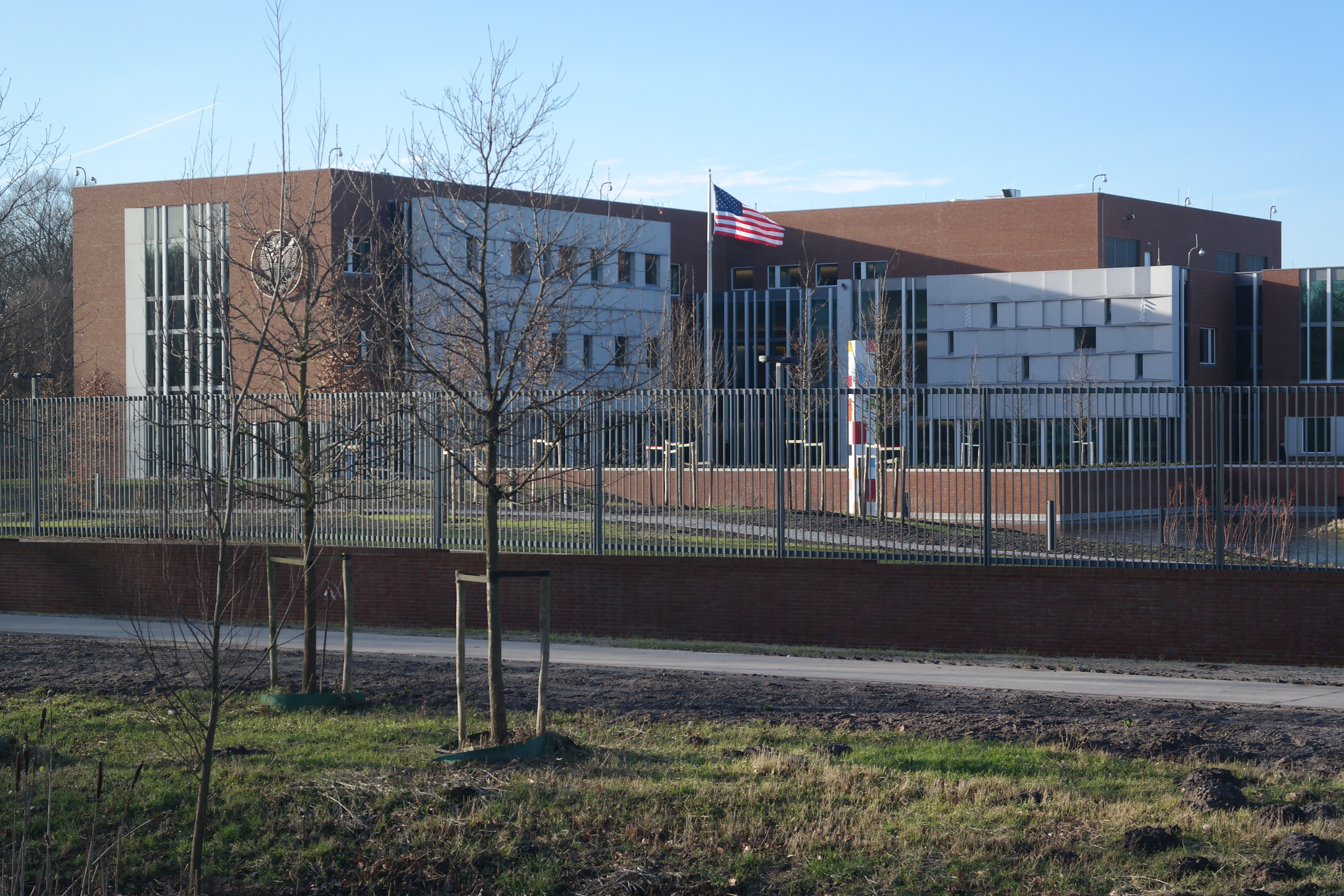
US-Botschaft in Den Haag
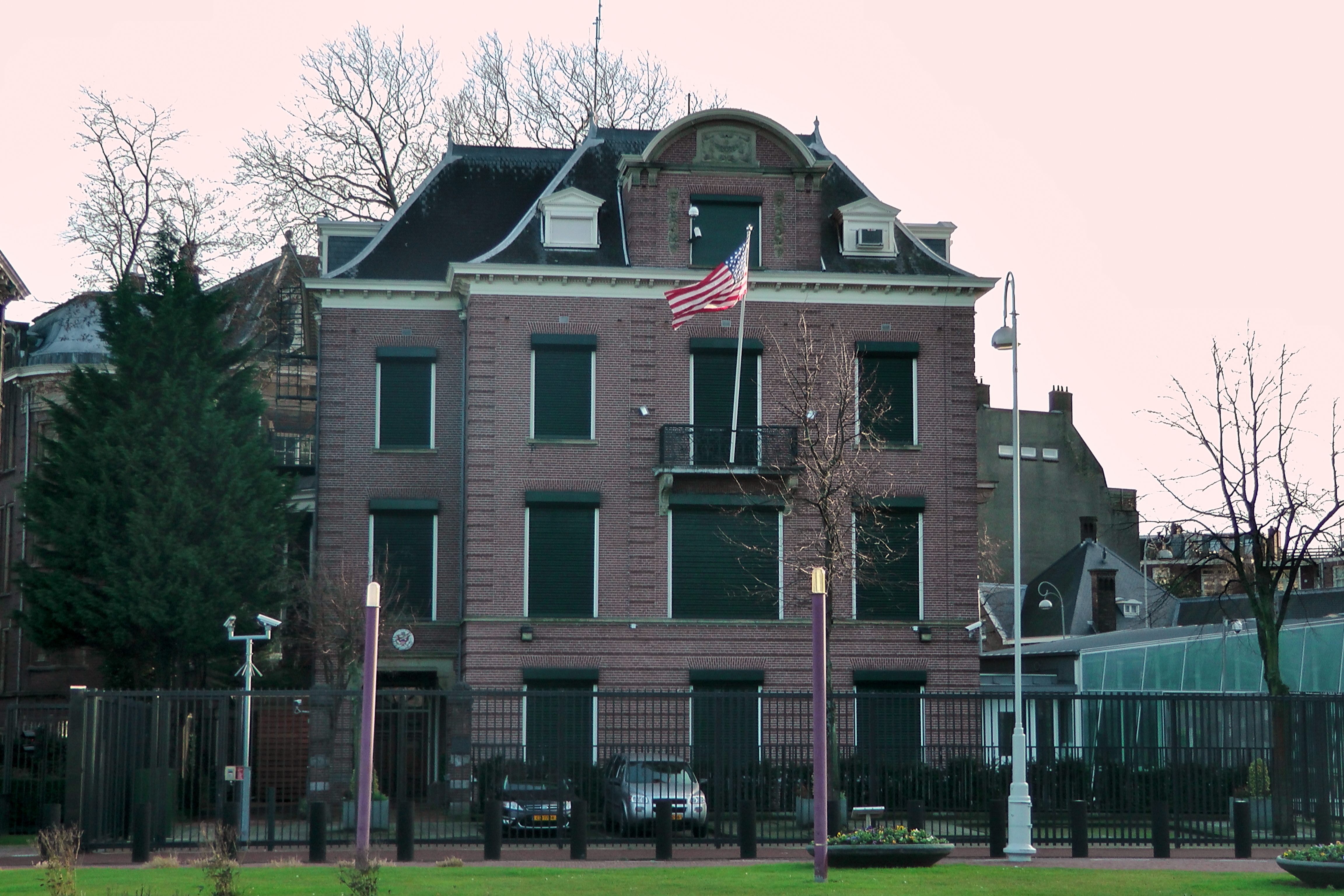
US-Konsulat in Amsterdam